# Жил Лекје
Жил Лекје (фр. Jules Lequier; рођен у Кинтину, 30. јануара 1814 — умро 11. фебруара 1862. године) је био француски филозоф. Стекао је образовање у Паризу. За његовог живота није објављено ни једно његово дјело. Много је утицао на Реновјеа, који га је сматрао великим учитељем филозофије. Централна идеја Лекјеове филозофије је слобода, схваћена као моћ преко које се стварају или додају, нове ствари у свијет. По њему, та слобода је елемент споредности и није компатибилна са детерминизмом. Тврдио је да детерминизам, ако се брани на конзистентан начин, доводи до скептицизма о истини и вриједностима.
Иако је био католички вјерник, његова теолошка размишљања су била хетеродоксне природе у односу на епоху у којој је живио. Тврдио је да Бог не може спознати будуће акције слободе прије него што се оне десе, и према томе те акције не могу бити непромјењљиве и вјечне.